# Glen Ellen (Kalifornien)
Glen Ellen ist ein census-designated place (CDP) in Sonoma County im US-Bundesstaat Kalifornien mit 714 Einwohnern (Stand: 2020).
Er ist Sitz zahlreicher, renommierter Kellereien. Er liegt an der CA 12 zwischen Santa Rosa und Sonoma.

## Persönlichkeiten
- Im Ort lebte der bekannte Schriftsteller Jack London, dessen Haus 1913 abgebrannt ist. Bei Glen Ellen befindet sich auch der Jack London State Historic Park.
- M. F. K. Fisher (1908–1991), bekannte Gastro-Autorin mit besonderem Schwerpunkt auf Frankreichs Küche, starb in Glen Ellen
- Dane Cameron (* 1988), Autorennfahrer, in Glen Ellen geboren